# Arnoud van Doorn
Arnoud van Doorn (geb. 18. März 1966 in Den Haag) ist ein niederländischer Politiker. Er agitiert seit 2013 für die islamistische Partij van de Eenheid, deren Vorsitzender er auch ist.

## Politische Karriere
Bis van Doorn zum Islam übertrat, war er von 2008 bis 2011 für die rechtspopulistische Partij voor de Vrijheid aktiv. Von 2018 bis 2022 war er Ratsherr in seiner Geburtsstadt Den Haag. 2021 saß er kurzzeitig im Gefängnis.